# Jan Poterała
Jan Poterała (ur. 27 stycznia 1896 w Pruchniku, zm. 9–11 kwietnia 1940 w Kalininie) – starszy przodownik Policji Państwowej, działacz niepodległościowy, ofiara zbrodni katyńskiej.

## Życiorys
Syn Stanisława i Julii z Gryzieckich, urodzony 27 stycznia 1896 w Pruchniku, w ówczesnym powiecie jarosławskim Królestwa Galicji i Lodomerii. Ukończył cztery klasy szkoły powszechnej i dwuklasową szkołę przemysłową.
Od 5 marca 1916 w Legionach Polskich. Walczył w szeregach 7 kompanii II batalionu 4 pułku piechoty. 4 sierpnia 1916 został ranny pod Sitowiczami. Po kryzysie przysięgowym (lipiec 1917) służył w 2 pułku piechoty Polskiego Korpusu Posiłkowego. Przeszedł wraz z częścią byłej II Brygady na rosyjską stronę frontu pod Rarańczą (15-16 lutego 1918) i w szeregach 2 kompanii 14 pułku strzelców polskich walczył w bitwie pod Kaniowem (11 maja 1918). Dostał się do niemieckiej niewoli i został internowany w Güstrow. Przebywał tam do 9 grudnia 1918. Był wykazany w indeksie legionistów przekazanym 24 maja 1918 do Centralnego Urzędu Ewidencyjnego Departamentu Wojskowego NKN przez byłego komendanta Polskiego Korpusu Posiłkowego gen. Johanna Schillinga.
Od 1 stycznia 1919 w Żandarmerii Krajowej, skąd automatycznie przeszedł do Policji Państwowej. Co najmniej od 1932 pełnił w województwie stanisławowskim, w 1932 na Posterunku PP w Wierzchni, od 1935 do września 1939 w Komendzie Powiatowej PP w Kosowie Huculskim.
23 września 1939 w Kosowie został zatrzymany. 25 listopada przybył z więzienia w Stanisławowie do juchnowskiego obozu przejściowego. 21 grudnia został skierowany do obozu w Ostaszkowie, do którego przybył 27 grudnia 1939. 8 lub 9 kwietnia 1940 został przekazany do dyspozycji naczelnika Zarządu NKWD Obwodu Kalinińskiego. Między 9 a 11 kwietnia 1940 został zamordowany w Kalininie (obecnie Twer) i pogrzebany w Miednoje. Od 2 września 2000 spoczywa na Polskim Cmentarzu Wojennym w Miednoje.
5 października 2007 Prezydent RP Lech Kaczyński mianował go pośmiertnie na stopień aspiranta Policji Państwowej. Awans został ogłoszony 10 listopada 2007 w Warszawie, w trakcie uroczystości „Katyń Pamiętamy – Uczcijmy Pamięć Bohaterów”.

## Ordery i odznaczenia
- Krzyż Niepodległości – 15 czerwca 1932 „za pracę w dziele odzyskania niepodległości”[8][1][9]
- Brązowy Krzyż Zasługi[2]
- Medal za Ratowanie Ginących[2]
- Medal Pamiątkowy za Wojnę 1918–1921[2]
- Krzyż Kaniowski[2]
- Krzyż Legionowy[2]